# Raḩmānqolī
Raḩmānqolī är en ort i Iran.   Den ligger i provinsen Khorasan, i den nordöstra delen av landet, 700 km öster om huvudstaden Teheran. Raḩmānqolī ligger 996 meter över havet och antalet invånare är 143.
Terrängen runt Raḩmānqolī är huvudsakligen kuperad, men västerut är den bergig. Runt Raḩmānqolī är det ganska glesbefolkat, med 28 invånare per kvadratkilometer. Närmaste större samhälle är Moḩammad Taqī Beyg, 1,3 km söder om Raḩmānqolī. Trakten runt Raḩmānqolī består i huvudsak av gräsmarker.